# Izabela
Izabela je ženské křestní jméno hebrejského původu. Další variantou jména je Isobel. Význam jména se vykládá jako Bůh je moje přísaha v případě, že se jedná o španělskou podobu původem hebrejského jména Alžběta a nebo jako bůh Baal povýšil, když se jedná o podobu starozákonního jména Jezábel. V českém občanském kalendáři má svátek 11. dubna.

## Alternativy v jiných jazycích
- Beileag, Iseabail, Ishbel, Isobel (Skotsko)
- Belita, Chavelle, Chela (Španělsko)
- Bella, Elisabella (Italia)
- Elisabel (středověký provensálský dialekt)
- Ilsa (Německo)
- Ilse (Nizozemí, Německo)
- Isabeau (Francie)
- Isbal (Manština)
- Isbel, Isebella (Anglie)
- Isibeál (Irsko)
- Izabella (Polsko, Maďarsko)

## Významné nositelky jména

### Vladařky a princezny
- Isabela II. Jeruzalémská (1212–1228) viz Jolanda Jeruzalémská
- Isabela II. Španělská (1830–1904) – španělská královna
- Isabela Anglická (1241) (1214-1241) – královna Sicílie a císařovna
- Isabela Anglická (1332–1379)
- Isabela z Angoulême (1188-1246) – anglická královna
- Isabela z Anjou (Alžběta z Anjou; 1261-1290?) – uherská královna
- Isabela Aragonská (1271) (1248-1271) – francouzská královna
- Isabela Aragonská (1300?-1330) – vévodkyně rakouská
- Isabela Aragonská (1470) (1470-1498) – portugalská královna
- Isabela Aragonská (1470–1524) – princezna neapolská a pretendentka jeruzalémská
- Isabela Bavorská (1371–1435) – francouzská královna
- Izabela Bourbonská (1602–1644) – francouzská princezna, královna španělská, portugalská, neapolská a sicilská
- Isabela Brazilská (1846-1921) – brazilská císařská princezna
- Isabela Bretaňská (1411–1444) – dcera Jana V. Bretaňského a jeho manželky, Johany Francouzské
- Isabela Burgundská (1270–1323) – německá královna
- Isabela z Coimbry (1432-1455) – portugalská královna
- Isabela z Croy (1856-1931) – rakouská arcivévodkyně
- Isabella d'Este (1474– 1539) – markýza z Mantovy
- Isabela Farnese viz Alžběta Parmská (1692–1766) – španělská královna
- Isabela Francouzská (1242–1271) (1242-1271) – navarrská královna
- Izabela Francouzská (1295–1358) – anglická královna, manželka Eduarda II.
- Isabela z Gloucesteru (1173? – 1217) – první manželka anglického krále Jana Bezzemka
- Isabela Habsburská (1501-1526) – rakouská arcivévodkyně, královna švédská
- Isabela Henegavská (1170-1190) – francouzská královna
- Isabela Jagellonská (1519–1559) – polská princezna, manželka uherského vzdorokrále Jana Zápolského
- Isabela Jeruzalémská (1172-1206) – královna jeruzalémská
- Isabela Kastilská (1328) (1283-1328) – královna aragonská, sicilská a valencijská
- Isabela Kastilská (1451-1504) – dcera kastilského a leónského krále Jana II.
- Isabela Klára Evženie (1566-1633) – místodržitelka Španělského Nizozemí
- Isabela Lucemburská (1245/1250? – 1298) – hraběnka flanderská a markraběnka namurská
- Isabela z Lusignanu (Isabela Kyperská; 1216-1264), princezna z Antiochie a regentka Jeruzalémského království
- Isabela Marie Bavorská (1863–1924) – janovská vévodkyně
- Isabela Marie Braganzská (1894–1970) – portugalská infantka
- Isabela Marie Portugalská (1801-1876) – portugalská infantka
- Isabela Parmská (1741-1763) – manželka pozdějšího císaře Josefa II.
- Isabela Portugalská (1503–1539), španělská královna a císařovna
- Isabela Portugalská (1397–1471)
- Isabela Portugalská (1496) (1428-1496) – kastilská královna
- Isabela Rakousko-Těšínská (1888-1973) – rakouská arcivévodkyně
- Isabela Sevillská (11. stol.) – muslimská princezna Zinaida, později patrně královna kastilská
- Izabela z Valois (1313) (1313–1383) – vévodkyně bourbonská
- Izabela z Valois (1389) (1389-1409) – francouzská princezna, manželka anglického krále Richarda II.
- Jezábel - podle bible manželka krále Achaba (9. stol. př. n. l.) a uctívačka Baala
- Marie Isabela Portugalská (1797-1818) – portugalská princezna a španělská královna

### Ostatní
- Izabella Scorupco – polská herečka
- Isabella Rossellini – italská herečka
- Isabel Pantoja – španělská zpěvačka

- Izabela Kremserová – bývalá fotbalistka FC Baník Ostrava

- Seznam článků začínajících na „Isabel“
- Seznam článků začínajících na „Izabel“

## Jiné Izabely
- María Isabel – španělská zpěvačka
- Isabel L'Envers de la Courcel – fiktivní postava z Phèdřiny trilogie Kushielova odkazu a Kushielova vyvolená